# Parochodaeus ritcheri
Parochodaeus ritcheri es una especie de coleóptero de la familia Ochodaeidae.

## Distribución geográfica
Habita en Texas (Estados Unidos).